# Pongal (plato)

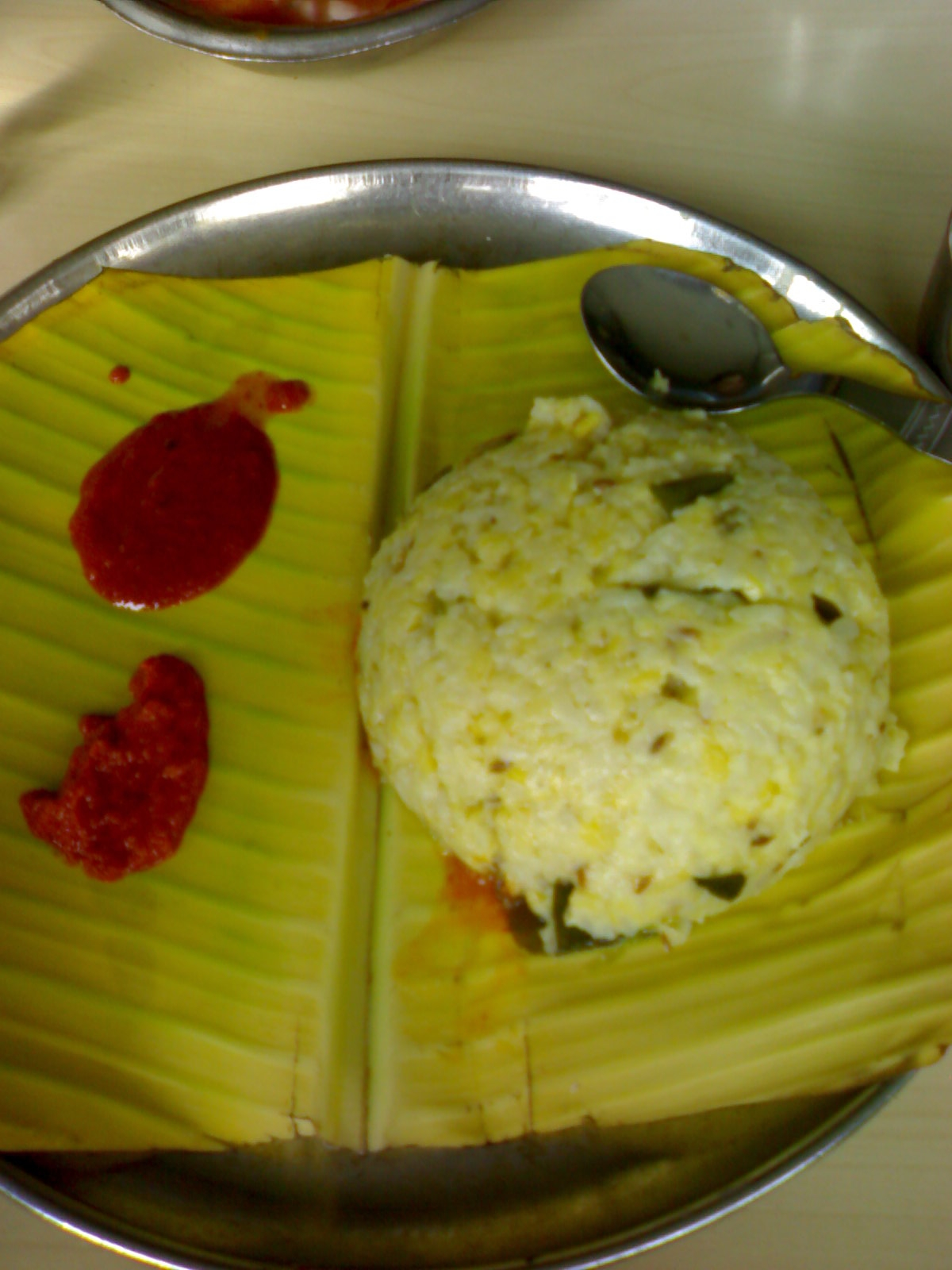
Pongal.

El pongal (tamil: பொங்கல், telugú: పొంగల్) es un popular plato a base de arroz del sur de India.
Hay dos tipos de pongal: el sakarai pongal (dulce) y el ven pongal (picante). El término ponga a secas suele aludir al picante, y es un desayuno típico en varias partes de la India. El arroz cocido con leche y jaggery durante la fiesta del pongal también recibe el mismo nombre. Esta variante dulce se hace en recipientes de barro cocido sobre fuego de madera.

## Tipos

### Sakarai pongal
El sakarai pongal (telugú: చెక్కర పొంగలి) suele prepararse en templos como prasad (ofrenda). Este tipo de pongal también se prepara durante la fiesta homónima en Tamil Nadu, Andhra Pradesh y Karnataka.
Sakarai significa ‘azúcar’ en tamil. El plato sabe dulce y contiene arroz, azúcar o azúcar de palma, trozos de coco o frijol chino. El agente edulcorante suele ser azúcar de palma, pero a veces se emplea azúcar cande es su lugar. Esto da un pongal de aspecto blanco, en lugar del marrón oscuro del elaborado con azúcar de palma.

### Ven pongal

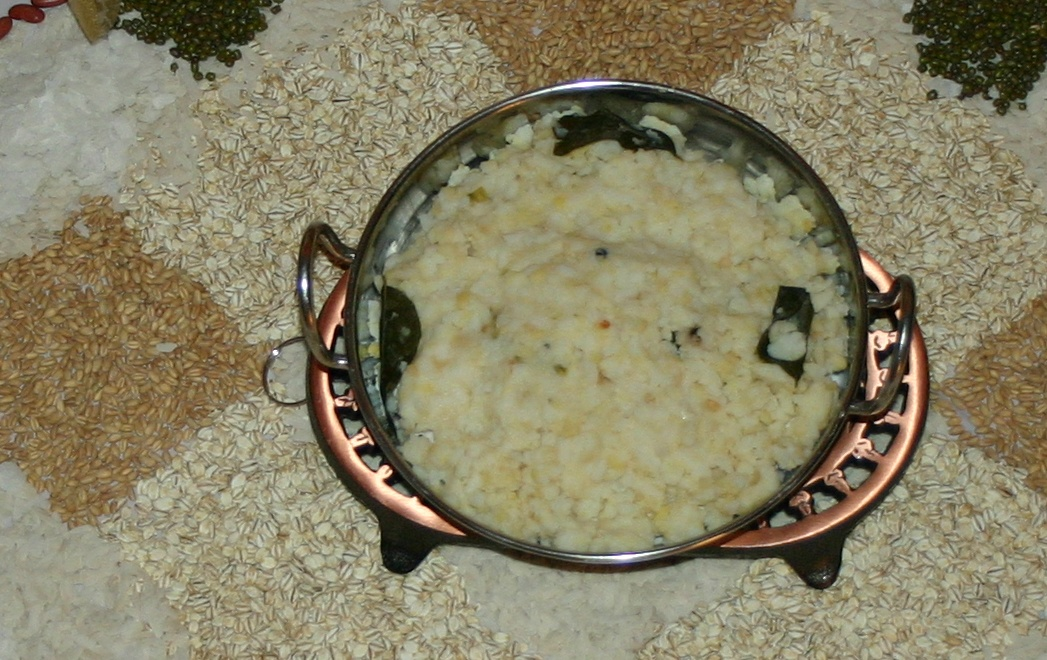
Cuenco de pongal.

El ven pongal es un plato popular en los hogares del sur de la India que se sirve típicamente para desayunar.

### Melagu pongal
El melagu pongal es una variante picante hecha con pimienta, arroz y frijol chino.